# Fazenda (Praia)
Pour les articles homonymes, voir Fazenda (homonymie).
Fazenda est un quartier de la ville de Praia, capitale du Cap-Vert sur l'île de Santiago. 

## Présentation
Fazenda est situé directement au nord du centre-ville (Platô). 
Les quartiers limitrophes sont Lem Cachorro au nord-est, Paiol à l'est, Platô au sud et Achadinha à l'ouest. 
Ses frontières au Nord et a l’Est sont formées par la Ribeira da Trindade.

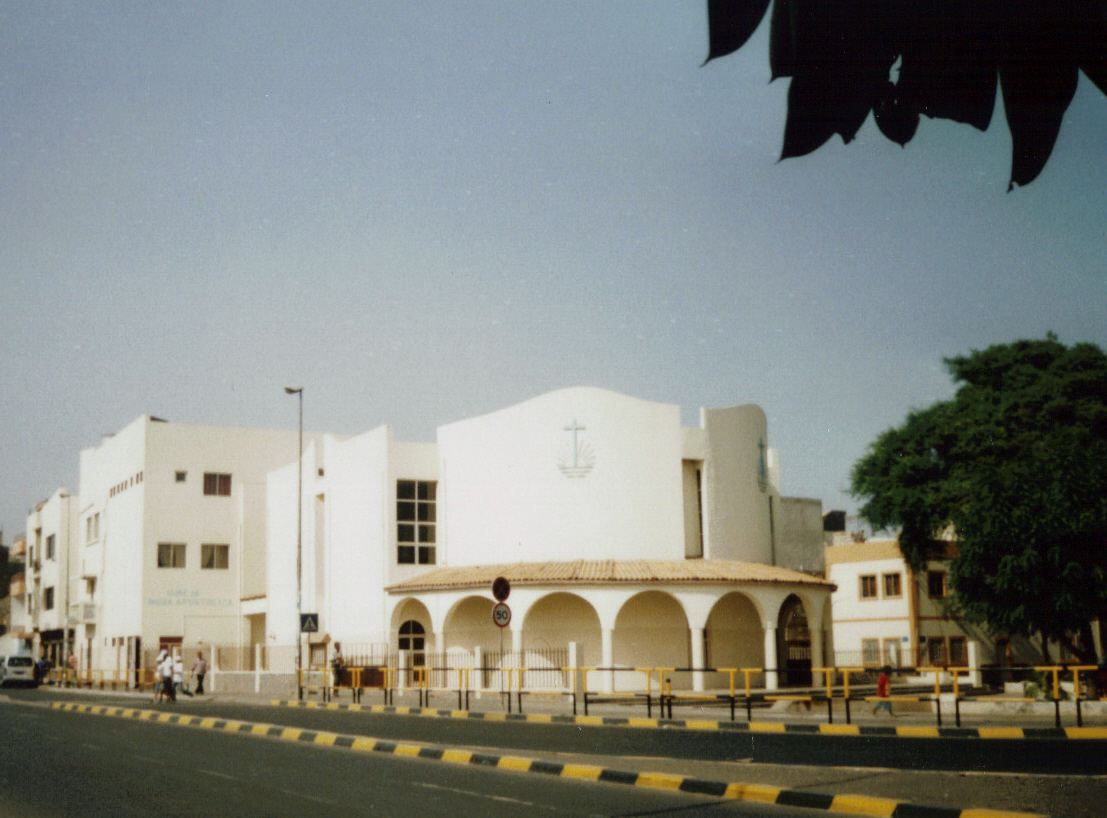
Église néo-apostolique de Praia depuis la route Praia-Tarrafal.

Sa population était de 1 848 habitants au recensement de 2010.